# Hemidactylus pakkamalaiensis
Hemidactylus pakkamalaiensis — вид ящірок з родини геконових (Gekkonidae). Описаний у 2023 році.

## Назва
Вид названо на честь пагорба Паккамалай, де зібрано типові зразки.

## Поширення
Ендемік Індії. Поширений у гірському лісі хребта Гінджі в окрузі Віллупурам у штаті Тамілнаду на південному сході країни.

## Опис
Тіло завдовжки до 10,9 см. Забарвлення спини тьмяно-коричневе з серією з чотирьох або п'яти поперечних блідих сідл від потилиці до крижів.